# Prambanan
Prambanan és un conjunt de 240 temples dedicats a Xiva, construïts al llarg del segle ix sota la dinastia Sanjaya del primer Regne de Mataram, a la regió de Java central. Una inscripció datada de l'any 856 marca el que n'és possiblement la pedra fundacional.
El conjunt de Prambanan està classificat com a Patrimoni de la Humanitat per la UNESCO des de l'any 1991.
El temple central, dedicat a Durga, esposa de Xiva, descansa en una estructura sobreelevada de 34 metres de costat i conté una estàtua de la dea. Aquesta estructura està envoltada d'un recinte de 110 m de costat incloent-hi els temples annexos. Tot això se suporta sobre una plataforma rectangular de 390 x 222 m. Als voltants es troben petits temples aïllats.
Entrant al temple principal, s'observen escenes de combats entre el bé i el mal i, per descomptat, representacions de Brama, Xiva, Vixnu, Ganeixa, entre d'altres.

## Història

### Construcció
El temple de Prambanan és el temple hindú més gran de l'antiga Java, i el primer edifici es va acabar a mitjan segle ix. Probablement, va ser iniciat per Rakai Pikatan i inaugurat pel seu successor el rei Lokapala. Alguns historiadors que s'adhereixen a la teoria de la dinastia dual del Regne de Mataram suggereixen que la construcció de Prambanan probablement va ser pensada com la resposta de la dinastia Sanjaya hindú als temples propers de Borobudur i Sewu de la dinastia budista Sailendra. El que significa marcar el retorn de la dinastia hindú Sanjaya al poder a Java central després de gairebé un segle de dominació budista de la dinastia Sailendra. No obstant això, la construcció d'aquest enorme temple hindú va significar un canvi del patrocini de la cort de Mataram; del Budisme mahayana al Hinduisme xivaista.
Un temple va ser construït per primera vegada al lloc al voltant de l'any 850 dC per Rakai Pikatan i ampliat extensament per Rei Lokapala i Balitung Maha Sambu el rei Sanjaya del Regne de Mataram. Es va trobar una breu escriptura de pintura vermella amb el nom «pikatan» en un dels remats de la part superior de la balustrada del temple de Viva, la qual cosa confirma que el rei Pikatan va ser el responsable de l'inici de la construcció del temple.:22
El complex del temple està relacionat amb la inscripció Vivagrha de l'any 856 dC, emesa pel rei Lokapala, que descrivia un temple de Xiva que s'assembla a Prambanan. Segons aquesta inscripció, el temple de Xiva es va inaugurar el 12 de novembre de 856.:20 També segons aquesta inscripció, el temple va ser construït per honrar el Senyor Xiva, i el seu nom original era Xiva-grha (la Casa de Xiva) o Xiva-laya (el Regne de Xiva).
Segons la inscripció de Xivagrha, durant la construcció del temple es va dur a terme un projecte d'aigua pública per canviar el curs d'un riu prop del temple de Xivagrha. El riu, identificat com el Riu Opak, ara corre de nord a sud pel costat occidental del recinte del temple de Prambanan. Els historiadors suggereixen que originalment el riu estava corbat més a l'est i es considerava massa a prop del temple principal. Els experts suggereixen que el desplaçament del riu pretenia protegir el complex del temple del desbordament de materials volcànics lahar del volcà Merapi. El projecte es va fer tallant el riu al llarg d'un eix de nord a sud al llarg de la paret exterior del recinte del temple de Xivagrha. L'antic curs del riu es va omplir i anivellar per crear un espai més ampli per a l'ampliació del temple, l'espai per a fileres de temples pervara (complementaris).

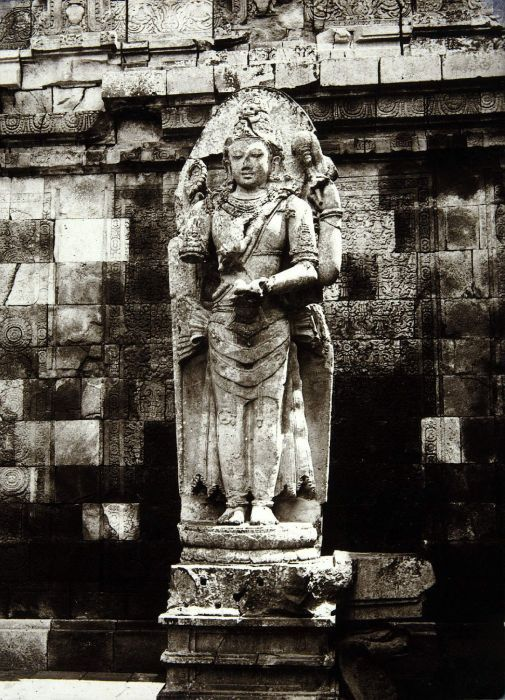
L'estàtua de Xiva Mahadeva dins de la garbhagriha del temple principal.

Alguns arqueòlegs proposen que l'estàtua de Viva a la garbhagriha (cambra central) del temple principal va ser modelada a partir del Rei Balitung, servint com a representació del seu jo divinitzat després de la mort. El complex del temple va ser ampliat pels successius reis de Mataram, com Daksa i Tulodong, amb l'addició de centenars de temples perwara al voltant del temple principal.
Amb la torre principal «prasada» que s'eleva fins a 47 metres d'alçada, un vast complex de temples emmurallat que consta de 240 estructures, el temple Xivagrha Trimurti era el més alt i el més grandiós de la seva època. De fet, el complex de temples és el temple hindú més gran de l'antiga Java, sense que cap altre temple javanès hagi superat la seva escala. Prambanan va servir com a temple reial del Regne de Mataram, on s'hi feien la majoria de cerimònies i sacrificis religiosos de l'estat. A l'altura del regne, els estudiosos estimen que centenars de brahmans amb els seus deixebles vivien dins de la paret exterior del recinte del temple. El centre urbà i la cort de Mataram estaven situats a prop, en algun lloc de la plana de Kewu.

### Abandonament

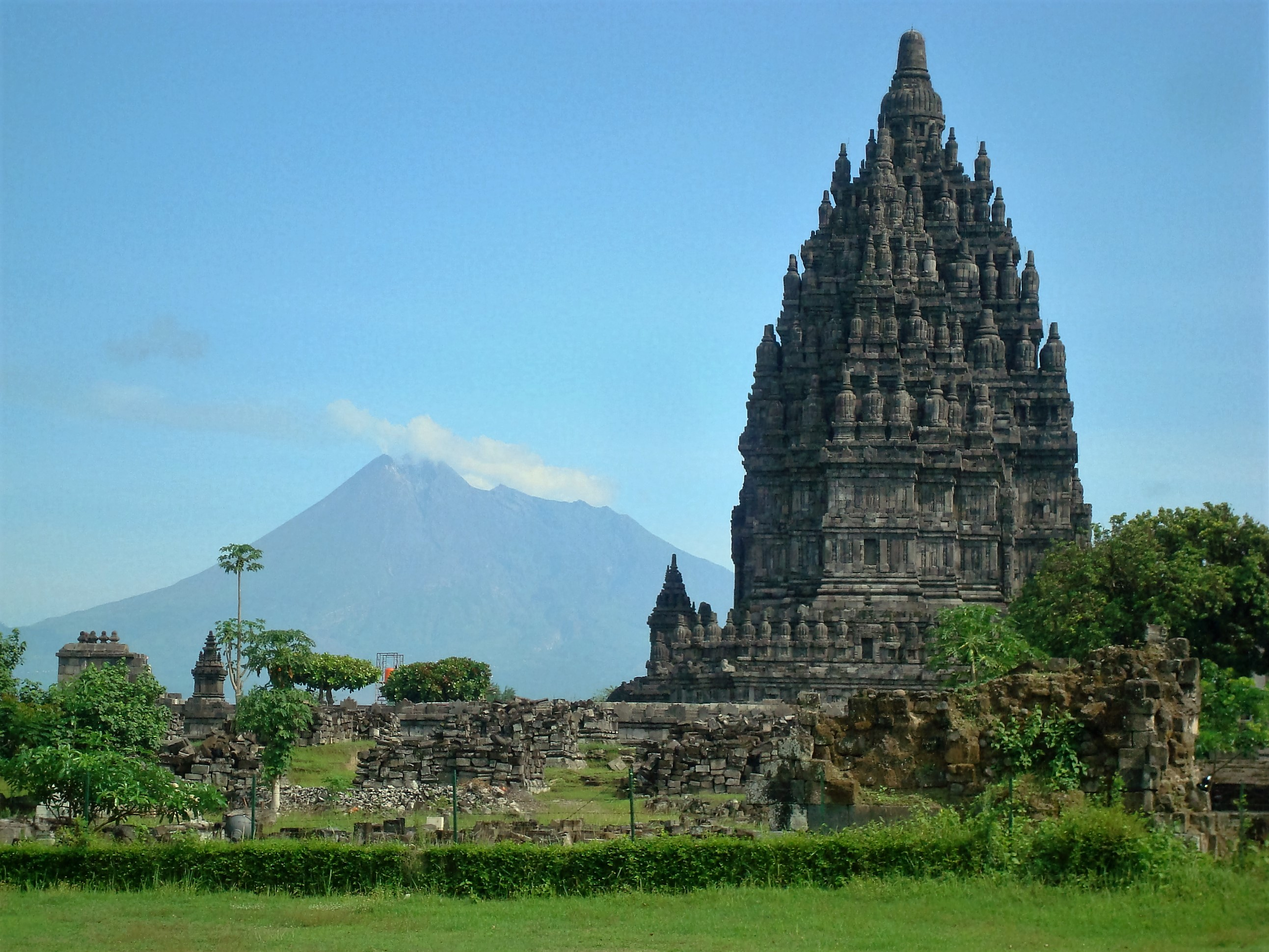
El complex del temple de Prambanan amb el volcà Merapi al fons.

Després de ser utilitzats i ampliats durant uns 80 anys, els temples van ser misteriosament abandonats cap a mitjan segle x. A la dècada de 930, la cort javanesa va ser traslladada a Java oriental per Mpu Sindok, que va establir la dinastia Isyana. No és clar, però, la veritable raó darrere de l'abandonament del regne de Java Central per part d'aquest Regne javanès de Mataram. Una erupció devastadora del volcà Merapi, situat a uns 25 quilòmetres al nord de Prambanan a Java central, o una lluita pel poder probablement van causar el canvi. Aquell fet va marcar l'inici de la decadència del temple, ja que aviat va ser abandonat i va començar a deteriorar-se.
Els temples es van esfondrar durant un gran terratrèmol al segle xvi. Tot i que el temple havia deixat de ser un important centre de culte, les ruïnes escampades per la zona encara eren reconeixibles i conegudes per la gent javanesa local en èpoques posteriors. Les estàtues i les ruïnes es van convertir en el tema i la inspiració del Rara Jonggrang.
Els javanesos dels pobles dels voltants sabien de les ruïnes del temple abans del redescobriment formal, però no sabien sobre els seus antecedents històrics: quins regnes governaven o quin rei va encarregar la construcció dels monuments. Com a resultat, els locals van desenvolupar contes i llegendes per explicar l'origen dels temples, impregnats de mites de gegants, i d'una princesa maleïda. Van donar a Prambanan i a Sewu un origen meravellós; a la llegenda de Rara Jonggrang es deia que aquests havien estat creats per una multitud de dimonis sota l'ordre de Bandung Bondowoso.

### Redescobriment

Litografia de les ruïnes de Prambanan el 1852.

El 1733, Cornelis Antonie Lons, un empleat de la VOC, va proporcionar un primer informe sobre el temple de Prambanan al seu diari. Lons estava escortant Julius Frederick Coyett, un comissari de la VOC de la costa nord-est de Java, a Kartasura, llavors la capital del Mataram, un poderós regne javanès local. Durant la seva estada a Java central, va tenir l'oportunitat de visitar les ruïnes del temple de Prambanan, que va descriure com «temples brahmans» que s'assemblaven a una muntanya de pedres.:17
Després de la divisió del Sultanat de Mataram el 1755, les ruïnes del temple i el riu Opak es van utilitzar per demarcar el límit entre els sultanats de Yogyakarta i Surakarta, que es va adoptar com a frontera actual entre Yogyakarta i la província de Java Central.

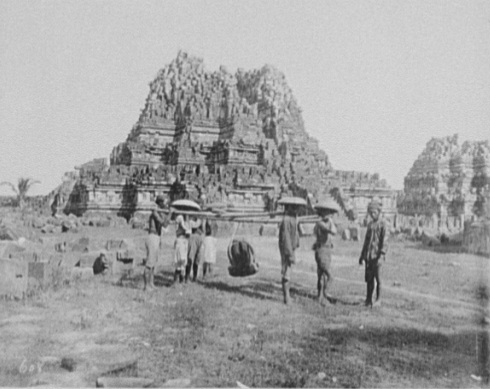
Les ruïnes del temple de Xiva de Prambanan c. 1895.

El temple va atraure l'atenció internacional a principis del segle xix. El 1803, Nicolaus Engelhard, el governador de la costa nord-est de Java, va fer una parada a Prambanan durant les seves visites oficials als reis de Java; Pakubuwana IV de Surakarta i Hamengkubuwana II de Yogyakarta. Impressionat per les ruïnes del temple, l'any 1805 Engelhard va encarregar a H.C. Cornelius, un enginyer estacionat a Klaten, netejar el lloc de la terra i la vegetació, mesurant la zona i fer dibuixos del temple. Aquest va ser el primer esforç per estudiar i restaurar el temple de Prambanan.:17
El 1811, durant la curta ocupació britànica de les Índies Orientals Holandeses, Colin Mackenzie, un agrimensor al servei de Sir Thomas Stamford Raffles, va trobar els temples per casualitat. Tot i que Sir Thomas va encarregar posteriorment un informe complet de les ruïnes, van romandre desateses durant dècades. Els residents holandesos es van emportar escultures com a ornaments de jardí i els vilatans nadius van utilitzar les primeres pedres com a material de construcció. Les excavacions a mitges dels arqueòlegs a la dècada de 1880 van facilitar negativament el saqueig, ja que moltes escultures del temple van ser emportades com a col·leccions.

### Reconstrucció

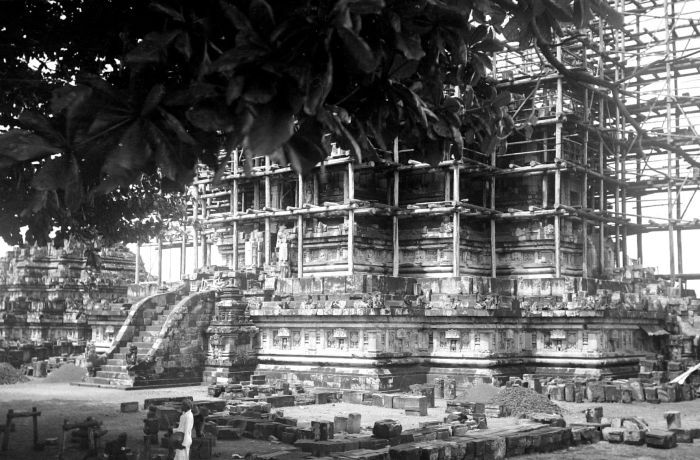
Restauració del temple de Xiva de Prambanan el febrer de 1940.

El 1918, el govern colonial holandès va començar la reconstrucció del recinte i la restauració adequada només va començar el 1930. A causa de l'escala massiva i el gran nombre de temples, els esforços de restauració encara continuen avui en dia. Cap a la dècada de 1930, el projecte de reconstrucció del Servei Arqueològic de les Índies Orientals Holandeses va restaurar amb èxit dos temples Apit al pati central i dos temples més petits de Perwara. La reconstrucció va utilitzar el mètode de l'anastilosi, en què es restaura un temple en ruïnes utilitzant els blocs de pedra originals en la mesura del possible.
Els esforços de restauració es van veure obstaculitzats per la crisi econòmica de la dècada de 1930, i finalment van cessar del tot a causa de l'esclat de la Guerra del Pacífic (1942-1945) a la Segona Guerra Mundial, i la següent Revolució Nacional Indonèsia (1945-1949). Després de les guerres, la reconstrucció del temple es va reprendre l'any 1949, malgrat que molts dibuixos tècnics i fotografies s'havien fet malbé o s'havien perdut durant la guerra. La reconstrucció del temple principal de Xiva es va completar el 1953 i va ser inaugurada pel primer president d'Indonèsia Sukarno.

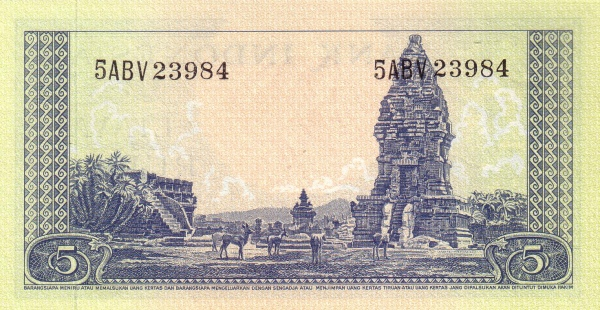
Bitllets de 5 rupies indonesis de 1957 que representen el temple de l'Apit Nord de Prambanan.

El govern indonesi va continuar l'esforç de reconstrucció per completar el recinte del temple. El temple de Brahma es va reconstruir entre 1978 i 1987. Mentre que el temple de Vixnu es va reconstruir entre 1982 i 1991.:28 Els temples Vahana de les files orientals i alguns santuaris més petits es van completar entre 1991 i 1993. Així, el 1993, es van aixecar i completar tots els grans temples principals de la zona central de Prambanan, inaugurats simultàniament pel president Suharto juntament amb la inauguració del proper temple central compost de Sewu.
Com que gran part de la pedra original ha estat robada i reutilitzada en llocs de construcció remots, la restauració es va veure obstaculitzada considerablement. Donada l'escala del complex del temple, el govern va decidir reconstruir els santuaris només si almenys el 75% de la seva maçoneria original estava disponible, d'acord amb la disciplina de l'anastilosi. La reconstrucció continua fins avui, amb els esforços centrats ara en els temples de Perwara del recinte exterior. L'última reconstrucció va ser un temple de Perwara de la segona fila del costat est número 35, que es va completar el desembre de 2017.

## El recinte del temple
Aquesta informació no té en compte els danys causats pel terratrèmol de Java de 2006

El mapa del complex del temple de Prambanan mostra un disseny de mandala concèntric.

Originalment, hi havia un total de 240 temples a Prambanan. El complex del temple de Prambanan consta de:
- 3 temples de Trimurti: tres temples principals dedicats a Vixnu, Xiva i Brahma
- 3 temples Vahana: tres temples davant dels temples Trimurti dedicats al vahana de cada déu; Garuda, Nandi i Hamsa
- 2 temples Apit: dos temples situats entre les files dels temples de Trimurti i Vahana al costat nord i sud
- 4 temples Kelir: quatre petits santuaris situats en 4 direccions cardinals just més enllà de les 4 portes principals de la zona interior
- 4 temples Patok: quatre petits santuaris situats a les 4 cantonades de la zona interior
- 224 temples de Pervara: centenars de temples disposats en 4 files quadrades concèntriques; el nombre de temples de la fila interior a la fila exterior són: 44, 52, 60 i 68

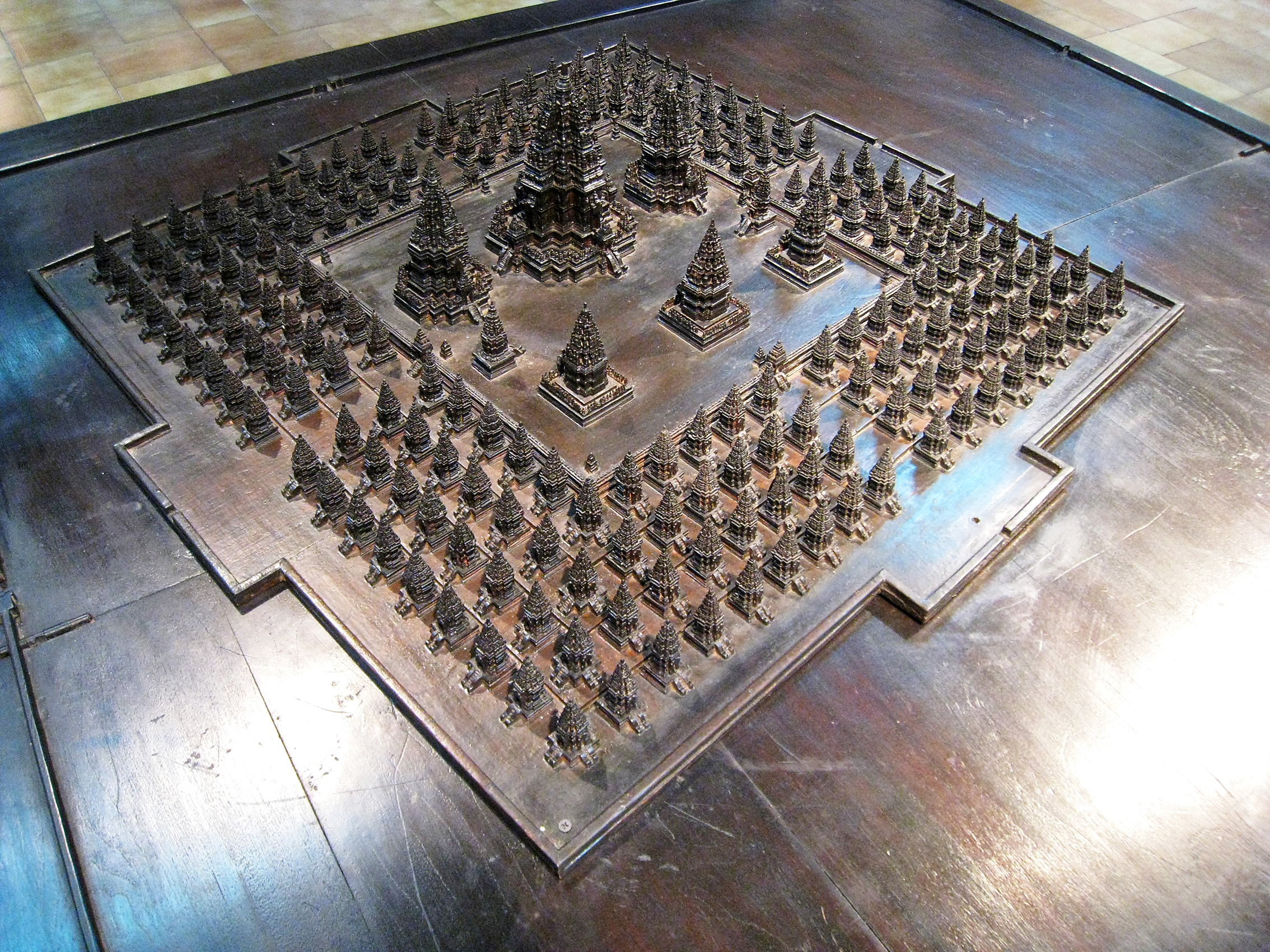
Una maqueta arquitectònica del complex del temple de Prambanan; originalment hi havia 240 temples en aquest recinte del temple.

El complex de Prambanan també conegut com a complex de Rara Jonggrang, que rep el nom de la llegenda popular de Rara Jonggrang. En aquest complex de temples Xivaites hi havia una vegada 240 temples, grans o petits.:8 Actualment, es reconstrueixen els vuit temples principals i els vuit petits santuaris de la zona interior, però només 3 dels 224 temples pervara originals estan renovats. La majoria s'han deteriorat; el que queda són només pedres escampades. El complex del temple de Prambanan consta de tres zones; primer la zona exterior, segon la zona mitjana que conté centenars de petits temples, i tercer la zona interior més sagrada que conté vuit temples principals i vuit petits santuaris.
El complex del temple hindú de Prambanan es basa en una planta quadrada que conté un total de tres patis de zona, cadascun dels quals està envoltat per quatre murs travessats per quatre grans portes. La zona exterior és un gran espai marcat per un mur rectangular. El perímetre emmurallat més exterior, que originalment mesurava uns 390 metres per costat, estava orientat en direcció nord-est-sud-oest. No obstant això, llevat de la seva porta sud, no ha arribat gaire més d'aquest recinte fins a l'actualitat. La funció original és desconeguda; les possibilitats són que fos un parc sagrat, o internat de sacerdots (asram). Els edificis de suport del complex del temple eren de material orgànic; com a conseqüència no n'han quedat restes.

### Temple de Xiva

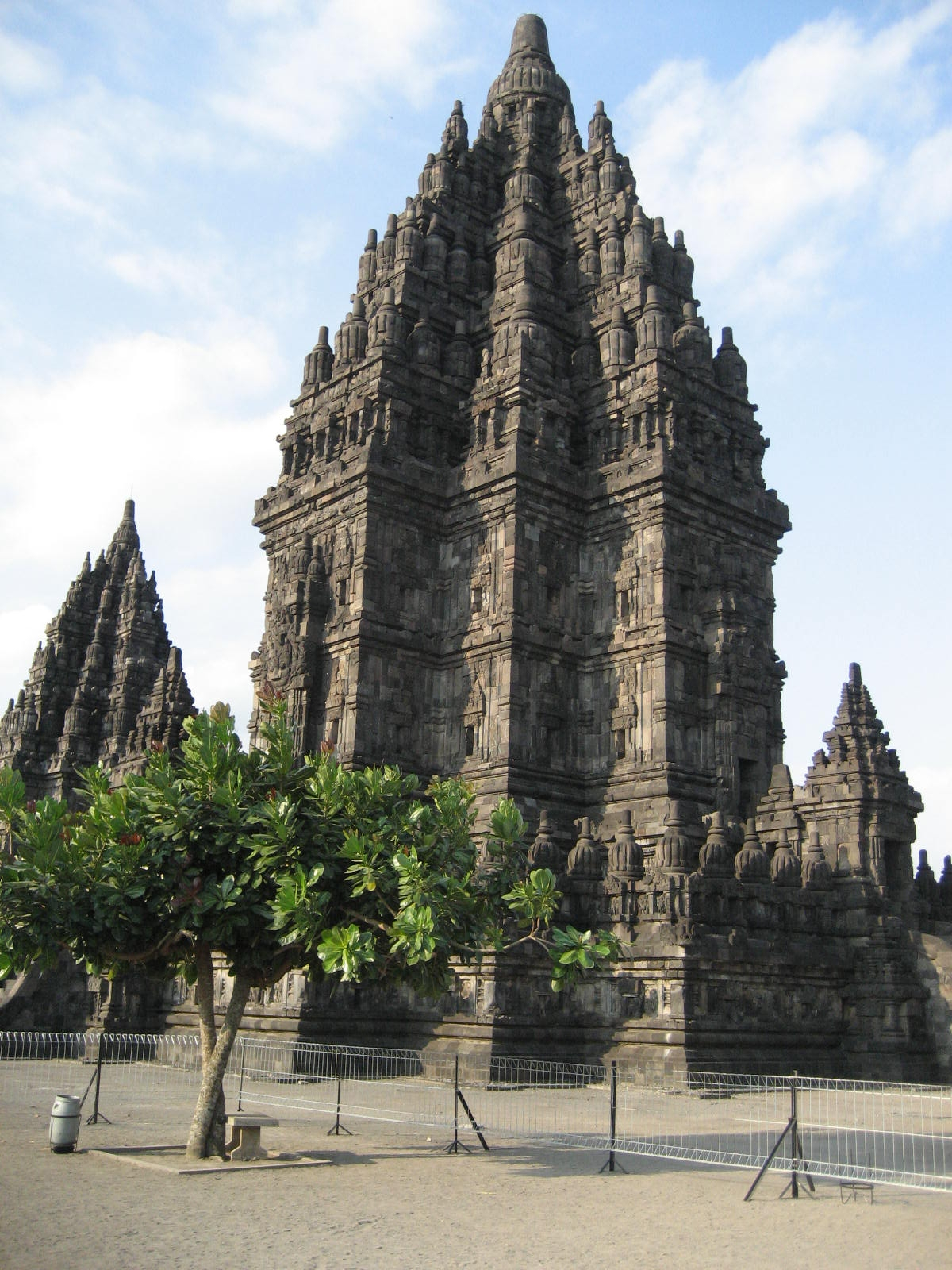
Santuari principal dedicat a Xiva del complex de temples de Prambanan.

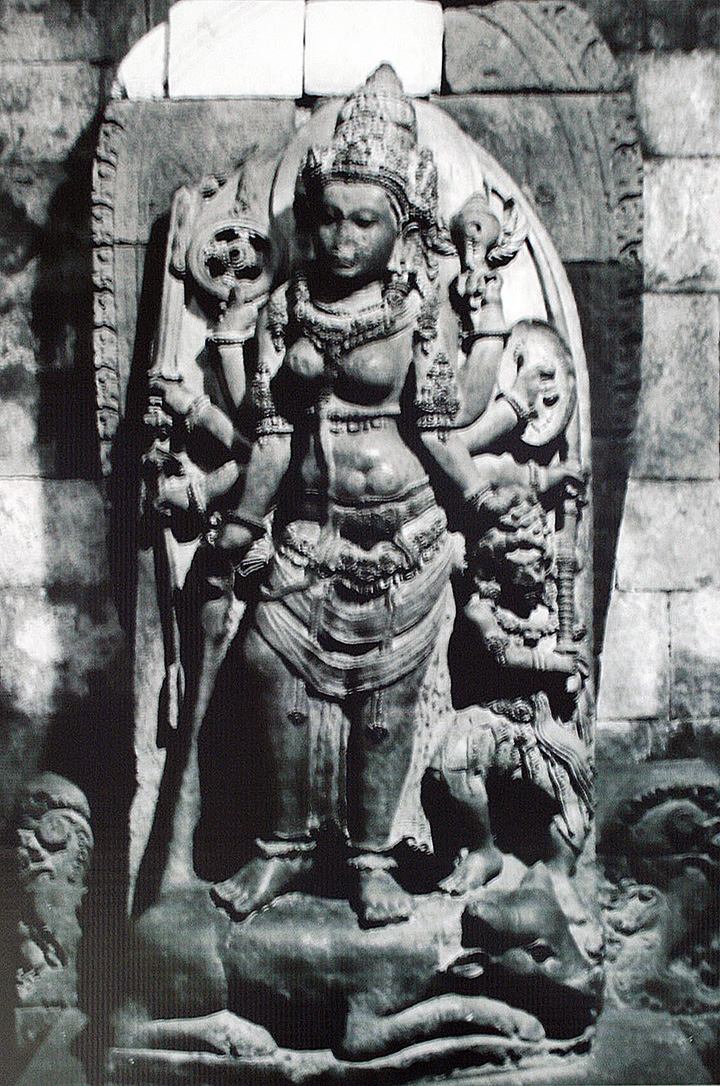
L'estàtua de Durga Mahisasuramardini a la cella nord del temple de Xiva.

La zona interior o compost central és la més sagrada de les tres zones. És la plataforma elevada quadrada envoltada d'un mur quadrat de pedra amb portes de pedra a cadascun dels quatre punts cardinals. Aquest conjunt més sagrat està format per vuit santuaris principals o candi. Els tres santuaris principals, anomenats Trimurti («tres formes»), estan dedicats als tres Déus: Brahma el Creador, Vixnu el guardià i Xiva el destructor.
El temple de Xiva és l'estructura més alta i més gran del complex Prambanan Rara Jonggrang; mesura 47 metres d'alçada i 34 metres d'amplada. L'escala principal es troba al costat est. La porta oriental del temple de Xiva està flanquejada per dos petits santuaris, dedicats als déus guardians, Mahakala i Nandhisvara. El temple de Xiva està envoltat de galeries adornades amb baixos relleus que expliquen la història de Ramayana tallats a les parets interiors dels balustres. Per seguir la història amb precisió, els visitants han d'entrar pel costat est i començar a fer pradakshina o circumval·lació en sentit horari. Els baixos relleus del Ramayana continuen fins a les galeries del temple de Brahma.
El santuari de Viva es troba al centre i conté cinc cambres, quatre de petites en totes les direccions cardinals i una cambra principal més gran a la part central del temple. La cambra est connecta amb la cambra central que allotja el temple més gran de Prambanan, una estàtua de tres metres d'alçada de Xiva Mahadeva (el Déu Suprem). L'estàtua porta Lakçana (atributs o símbol) de Xiva com el crani i la falç (creixent) a la corona, i el tercer ull al front; també quatre mans que subjecten els símbols de Xiva: comptes de pregària, plomalls i trishula (trident). Alguns historiadors creuen que la representació de Xiva com a Mahadeva també tenia la intenció de personificar el rei Balitung com la reencarnació de Xiva. Així, quan va morir, es va construir un temple per commemorar-lo com a Xiva.:11–12 L'estàtua de Xiva es troba sobre un coixinet de lotus sobre un pedestal Yoni que porta la talla de serps Nāga al costat nord del pedestal.
Les altres tres cambres més petites contenen estàtues de déus hindús relacionats amb Xiva: la seva consort Durga, el rishi Agastya i Ganeixa, el seu fill. Una estàtua d'Agastya ocupa la cambra sud, la cambra oest alberga l'estàtua de Ganeixa, mentre que la cambra nord conté l'estàtua de Durga Mahisasuramardini que representa a Durga com l'assassina del dimoni Toro. El santuari de Durga també s'anomena temple de Rara Jonggrang (en javanès: verge esvelta), a partir d'una llegenda javanesa de la princesa Rara Jonggrang.

### Temples de Brahma i Vixnu
Els altres dos santuaris principals són els de Vixnu al costat nord del santuari de Xiva, i el de Brahma al sud. Tots dos temples estan orientats a l'est i cadascun conté només una gran cambra, cadascuna dedicada als respectius déus; el temple de Brahma conté l'estàtua de Brahma i el temple de Vixnu alberga l'estàtua de Vixnu. Els temples de Brahma i Vixnu fan 20 metres d'ample i 33 d'alçada.

### Temples Vahana

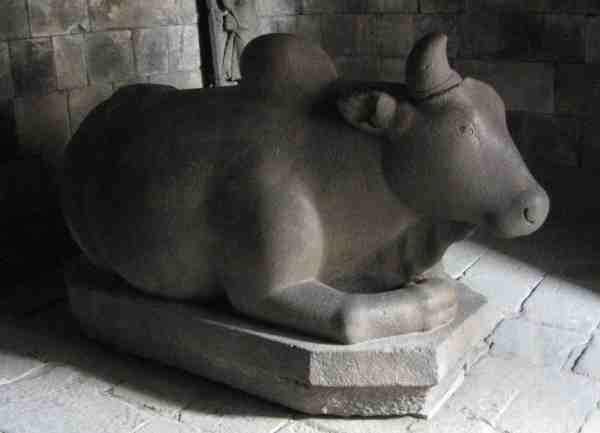
Estàtua del toro Nandi dins del temple Nandi o temple central de Vahana.

Els altres tres santuaris davant dels tres temples principals estan dedicats als vehicles (vahana) dels respectius déus: el toro Nandi per a Xiva, el cigne sagrat Hamsa per a Brahma, i l'estel de Vixnu, Garuda. Precisament davant del temple de Xiva hi ha el temple Nandi, que conté una estàtua del toro Nandi. Al costat, també hi ha altres estàtues, l'estàtua de Chandra el déu de la lluna i Súrya el déu del sol. Chandra es troba sobre el seu carruatge tirat per 10 cavalls, l'estàtua de Súrya també es troba sobre un carruatge tirat per 7 cavalls.:26 Davant del temple de Brahma hi ha el temple de Hamsa o Angsa. La cambra d'aquest temple no conté cap estàtua, però sembla probable que hi hagués una vegada una estàtua del cigne sagrat. Davant del temple de Vixnu hi ha el temple dedicat a Garuda. Tanmateix, igual que el temple de Hamsa, el temple de Garuda no conté estàtua, però probablement alguna vegada va contenir l'estàtua de Garuda. Garuda té un paper important per a Indonèsia, ja que serveix com a símbol nacional d'Indonèsia, i també com el nom de la companyia aèria Garuda Indonèsia.

### Temples Apit i santuaris més petits

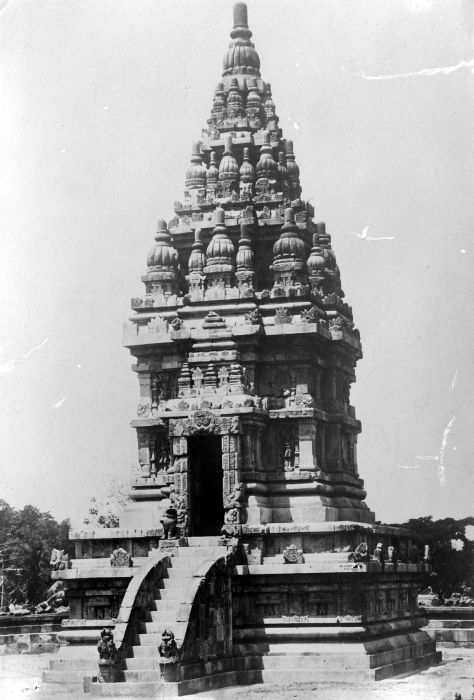
Un temple Apit.

Entre aquestes files del temple principal, al costat nord i sud, s'alcen dos temples Candi Apit. Apit en javanès significa «flanc». Es refereix a la posició dels dos temples que flanquejaven el pati interior pels costats nord i sud. L'habitació dins dels temples d'Apit està ara buida. No és clar a quines deïtats estaven dedicats aquests temples d'Apit. Tanmateix, examinant els baixos relleus del temple d'Apit del sud a la paret exterior, es representa una deïtat femenina, molt probablement Sarasvatí, la Xacti (consort) de Brahma. Tenint en compte el panteó hindú representat als temples de Prambanan, és possible que el temple d'Apit del sud estigués dedicat a Sarasvatí, mentre que el temple d'Apit del nord estigués dedicat a Lakxmi.
Al costat d'aquests 8 temples principals, també hi ha 8 santuaris més petits; 4 Candi Kelir a les quatre direccions cardinals de l'entrada, i quatre Candi Patok a les quatre cantonades de la zona interior. Kelir en javanès significa «pantalla», especialment fent referència a Wayang kulit, pantalla de tela. Es refereix a una estructura que obstrueix l'entrada cardinal principal de gopuram. És similar a aling-aling a l'arquitectura balinesa. Patok en javanès significa «clavilla». Es refereix a la ubicació del santuari a les quatre cantonades del compost interior.

### Temples de Pervara

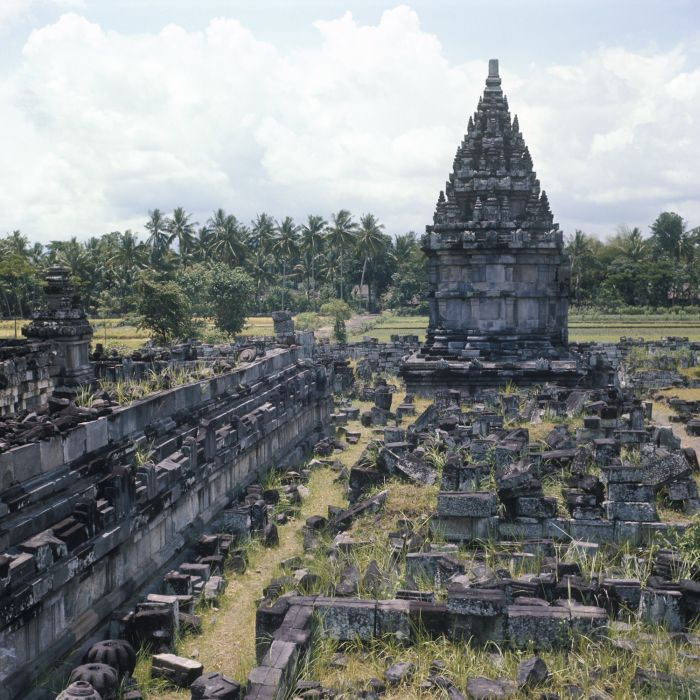
Un temple de Pervara.

Els dos perímetres emmurallats que envolten els dos metres restants a l'interior estan orientats als quatre punts cardinals. El perímetre emmurallat del segon pati, que mesura uns 225 metres per costat, envolta una zona adossada que consta de quatre fileres que contenen 44, 52, 60 i 68 temples pervara. Respectivament, cadascun té una alçada de 14 metres i mesura 6×6 metres de base, és a dir, 224 estructures en total. Els setze temples situats a les cantonades de les fileres s'orienten a dues direccions; les 208 estructures restants s'obren només a una de les quatre direccions cardinals.
La zona del mig consta de quatre fileres de 224 santuaris individuals petits. Hi ha un gran nombre d'aquests temples, però la majoria encara es troben en ruïnes i només alguns han estat reconstruïts. Aquestes files concèntriques de temples es van fer amb un disseny idèntic. Cada fila cap al centre està lleugerament elevada. Aquests santuaris s'anomenen «Candi Perwara», temples guardians o complementaris, els edificis addicionals al temple principal. Alguns creien que era ofert pels governants i nobles regionals al rei com a senyal de submissió. Els Pervara estan disposats en quatre files al voltant dels temples centrals. Alguns creien que tenia alguna cosa a veure amb quatre castes, fetes segons el rang de la gent que hi podia entrar; la fila més propera al recinte central només era accessible per als sacerdots, les altres tres estaven reservades per als nobles, els cavallers i la gent senzilla respectivament. Mentre que uns altres creien que les quatre files de Pervara no tenien res a veure amb quatre castes, simplement es va fer com un lloc de meditació per als sacerdots i com un lloc de culte per als devots.

## Arquitectura

La secció transversal del temple de Xiva.

L'arquitectura del temple de Prambanan segueix les tradicions típiques de l'arquitectura hindú basades en el Vastu Shastra. El disseny del temple va incorporar arranjaments del plànol del temple mandala i també les típiques torres altes dels temples hindús. Prambanan s'anomenava originalment Xivagrha i estava dedicat al déu Xiva. El temple va ser dissenyat per imitar el Mont Meru, la muntanya sagrada, la residència dels déus hindús i la llar de Xiva. Tot el complex del temple és un model de l'univers hindú segons la cosmologia hinduista i les capes de Loka.
Igual que Borobudur, Prambanan també reconeix la jerarquia de les zones del temple, des dels regnes menys sagrats fins als més sagrats. Cada concepte hindú i budista té els seus termes, però els conceptes són essencialment idèntics. La planta composta (horitzontalment) o l'estructura del temple (vertical) consta de tres zones:
- Bhurloka (en Budisme: Kāmadhātu), el més baix dels mortals comuns; humans, animals també dimonis. On els humans encara estan lligats per la seva luxúria, desig i forma de vida profana. El pati exterior i la part la base de cada temple han simbolitzat el regne de bhurloka.
- Bhuvarloka (en budisme: Rupadhatu), el regne mitjà del poble sagrat, ocupat per rishis, ascetes i déus menors. La gent aquí comença a veure la llum de la veritat. El pati central i el cos de cada temple simbolitzen el regne de bhuvarloka.
- Svarloka (en budisme: Arupadhatu), el regne més alt i sagrat, reservat als déus. El pati interior i el sostre de cada temple simbolitzen el regne de svarloka. El sostre dels temples de Prambanan està adornat i coronat amb ratna (sanskrit: joia), la forma de Prambanan Ratna va prendre la forma alterada de vajra, que representen els diamants. En l'arquitectura del temple de l'antiga Java, Ratna és la contrapartida hindú de la stupa budista, i va servir com a pinacle del temple. També compta amb més de 140 temples interiors, juntament amb 30 principals.

Durant la restauració, es va descobrir un pou que conté un pripih (arca de pedra) sota el centre del temple de Xiva. El temple principal té un pou de 5,75 m de profunditat en el qual es va trobar una arqueta de pedra sobre un munt de carbó vegetal, terra i restes d'ossos d'animals cremats. Aquí es van trobar làmines de fulles d'or amb la inscripció Varuna (déu del mar) i Pàrvata (déu de les muntanyes). L'arqueta de pedra contenia làmines de coure, carbó vegetal, cendres, terra, 20 monedes, joies, vidre, peces d'or i fulles de plata, petxines de mar i 12 fulles d'or (que es tallaven en forma de tortuga, la serp Nāga, padma, altar i un ou).

## Relleus

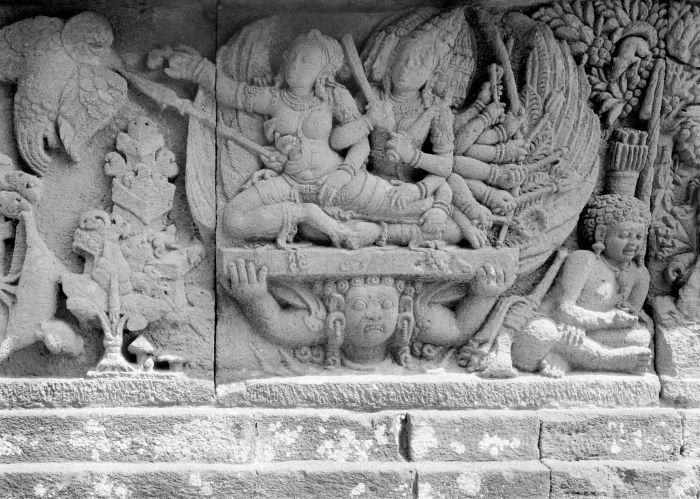
Ravana segrestant Sita mentre el Jatayu de l'esquerra intentava ajudar-la. Baix relleu de Prambanan.

### Ramayana i Bhagavata Purana
El temple està adornat amb panells de baixos relleus narratius que expliquen la història de l'èpica hindú Ramayana i Bhagavata Purana. Els panells narratius de baix relleu es van tallar al llarg de la paret interior dels Balustres de la galeria al voltant dels tres temples principals.
Els panells narratius dels balustres es llegeixen d'esquerra a dreta. La història comença des de l'entrada est, on els visitants giren a l'esquerra i es mouen per la galeria del temple en el sentit de les agulles del rellotge. Això s'ajusta al pradaksina, el ritual de circumambulació realitzat pels pelegríns que es mouen en el sentit de les agulles del rellotge mantenint el santuari a la seva dreta. La història de Ramayana comença a la balustrada del temple de Xiva i continua fins al temple de Brahma. A les balustrades del temple de Vixnu hi ha una sèrie de panells en baix relleu que representen les històries del senyor Krixna de Bhagavata Purana.
El baix relleu de Ramayana il·lustra com Sita, l'esposa de Rama, és segrestada per Ravana. El rei mico Hanuman porta el seu exèrcit per ajudar a Rama i rescatar Sita. Aquesta història també la mostra el Ballet Ramayana, representat regularment a la lluna plena al teatre a l'aire lliure Trimurti al costat oest del complex il·luminat de Prambanan.

### Lokapalas, Brahmins i Devatas
A l'altre costat dels panells narratius, la paret del temple al llarg de la galeria estava adornada amb estàtues i relleus de devates i savis brahmans. Les figures de lokapales, els guardians celestials de les direccions, es poden trobar al temple de Xiva. Els savis brahmans editors de veda van ser esculpits a la paret del temple de Brahma, mentre que al temple de Vixnu les figures de les divinitats masculines devates estan flanquejades per dos apsares.

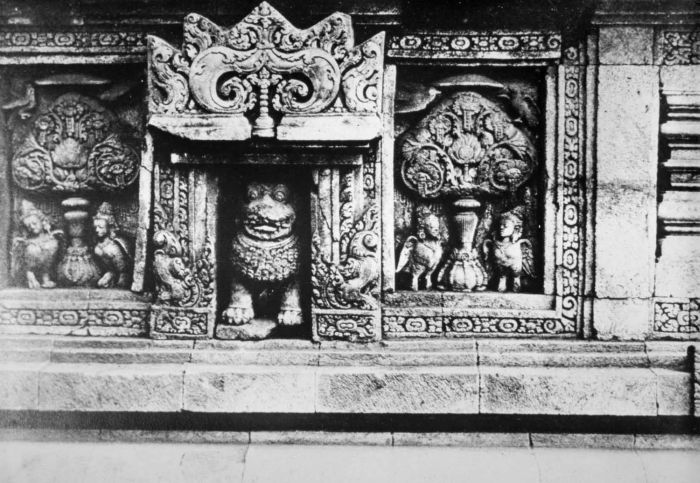
Plafó de Prambanan, lleó al nínxol flanquejat per dos arbres kalpataru flanquejats cadascun per un parell de kinnaras o animals.

### Panell Prambanan: Lleó i Kalpataru
La paret exterior inferior d'aquests temples estava adornada amb una fila de petits nínxols que contenien una imatge de sinha (un lleó) flanquejat per dos panells que representen abundants arbres kalpataru (kalpavriksha). Aquests arbres sagrats que compleixen els desitjos, segons la creença hindú-budista, estan flanquejats a banda i banda per kinnares o animals, com ara parelles d'ocells, cérvols, ovelles, micos, cavalls, elefants, etc. El patró del lleó al nínxol flanquejat per arbres kalpataru és típic al complex del temple de Prambanan, per la qual cosa se l'anomena «panell de Prambanan».

### Galeria de relleus

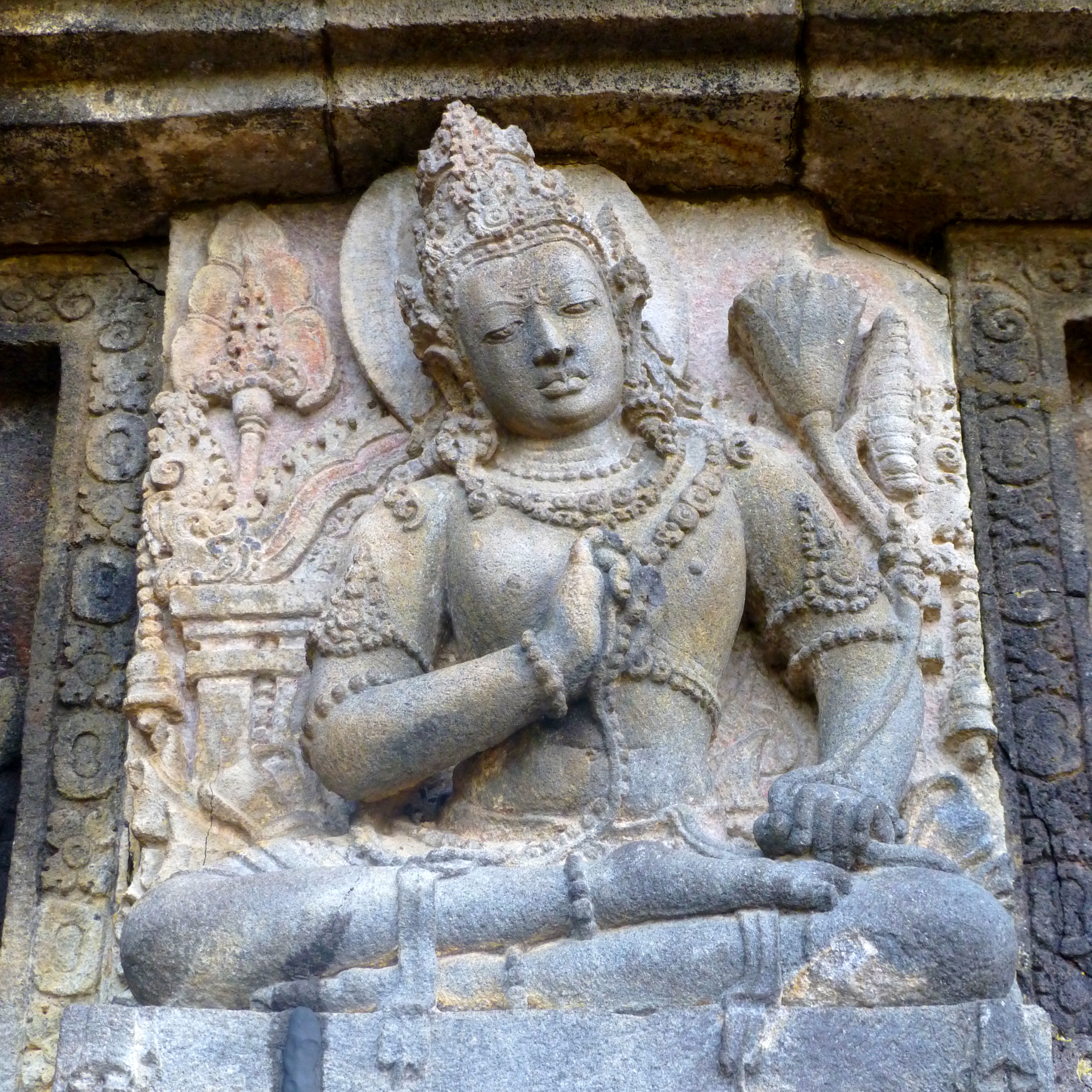
Imatge del deu Lokapala al temple de Xiva
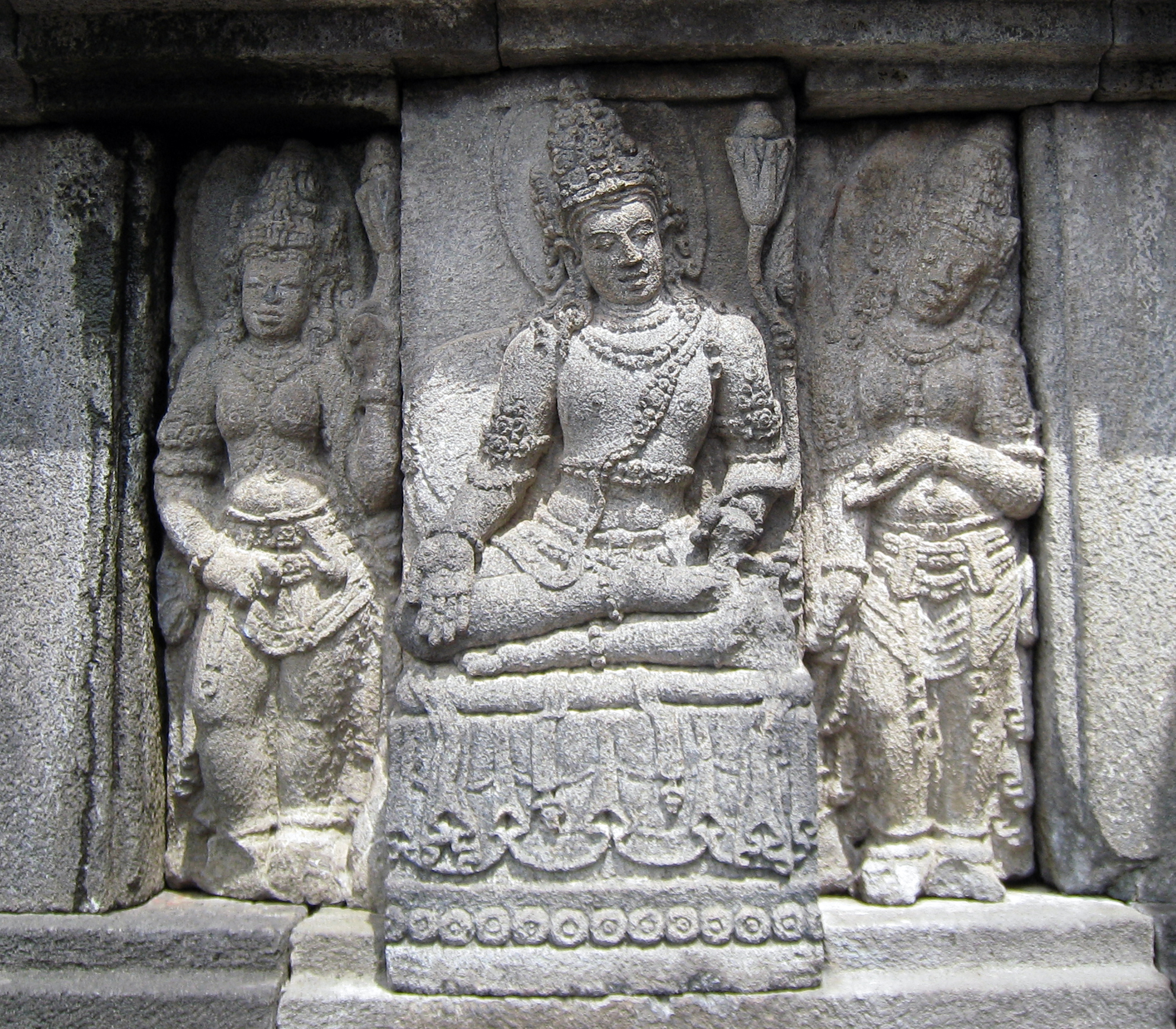
Imatge de Devata i aspares
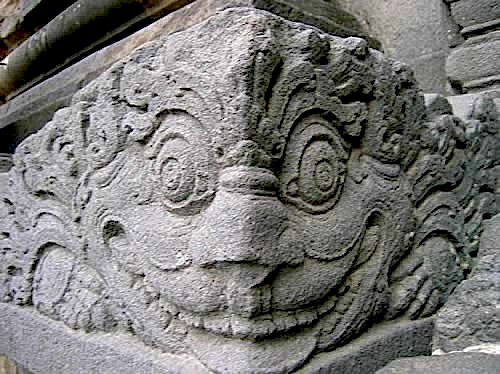
Antefix de cantonada tallat com un cap de Kala.
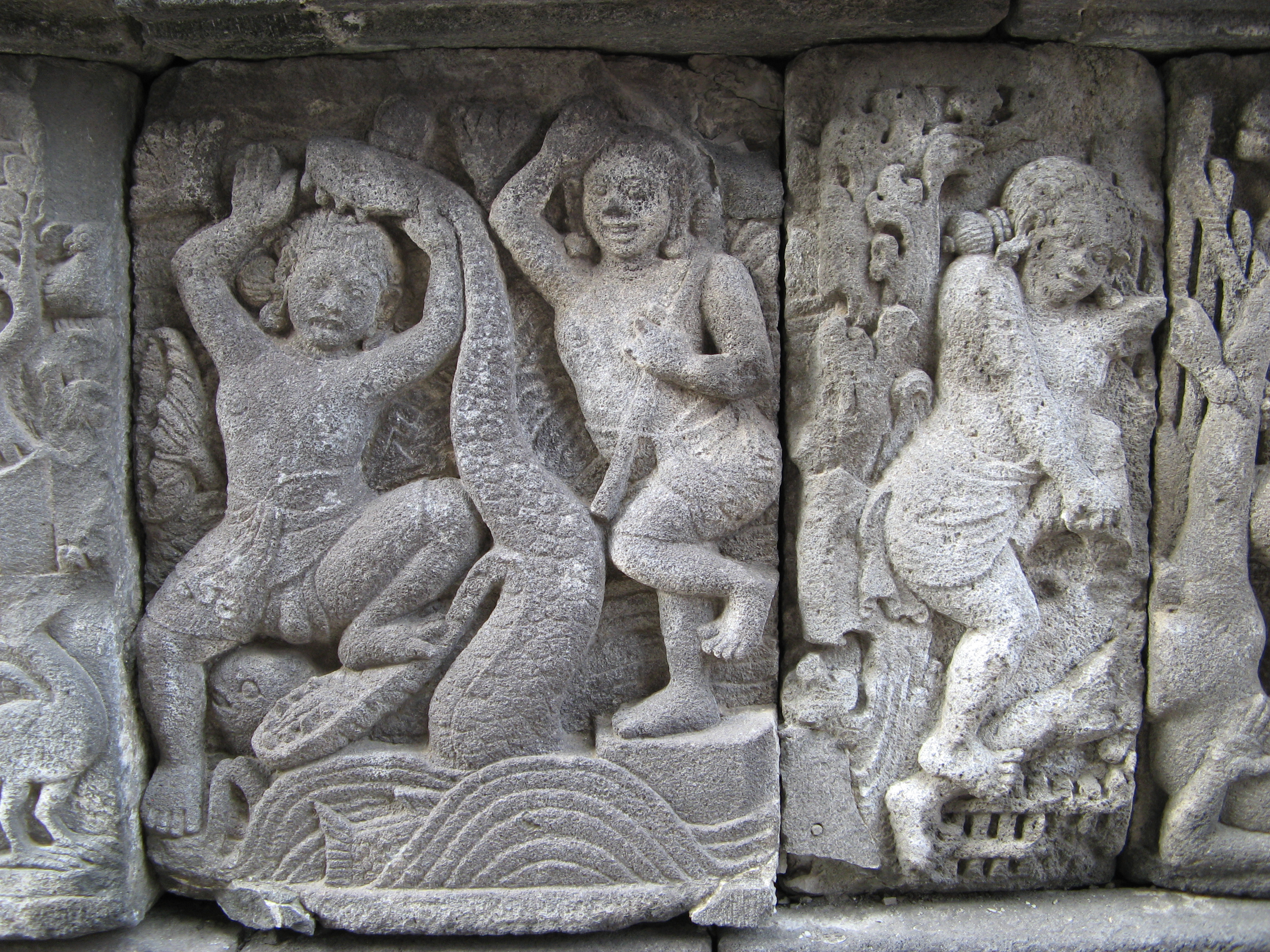
Balarama separant les mandíbules de Kaliya.
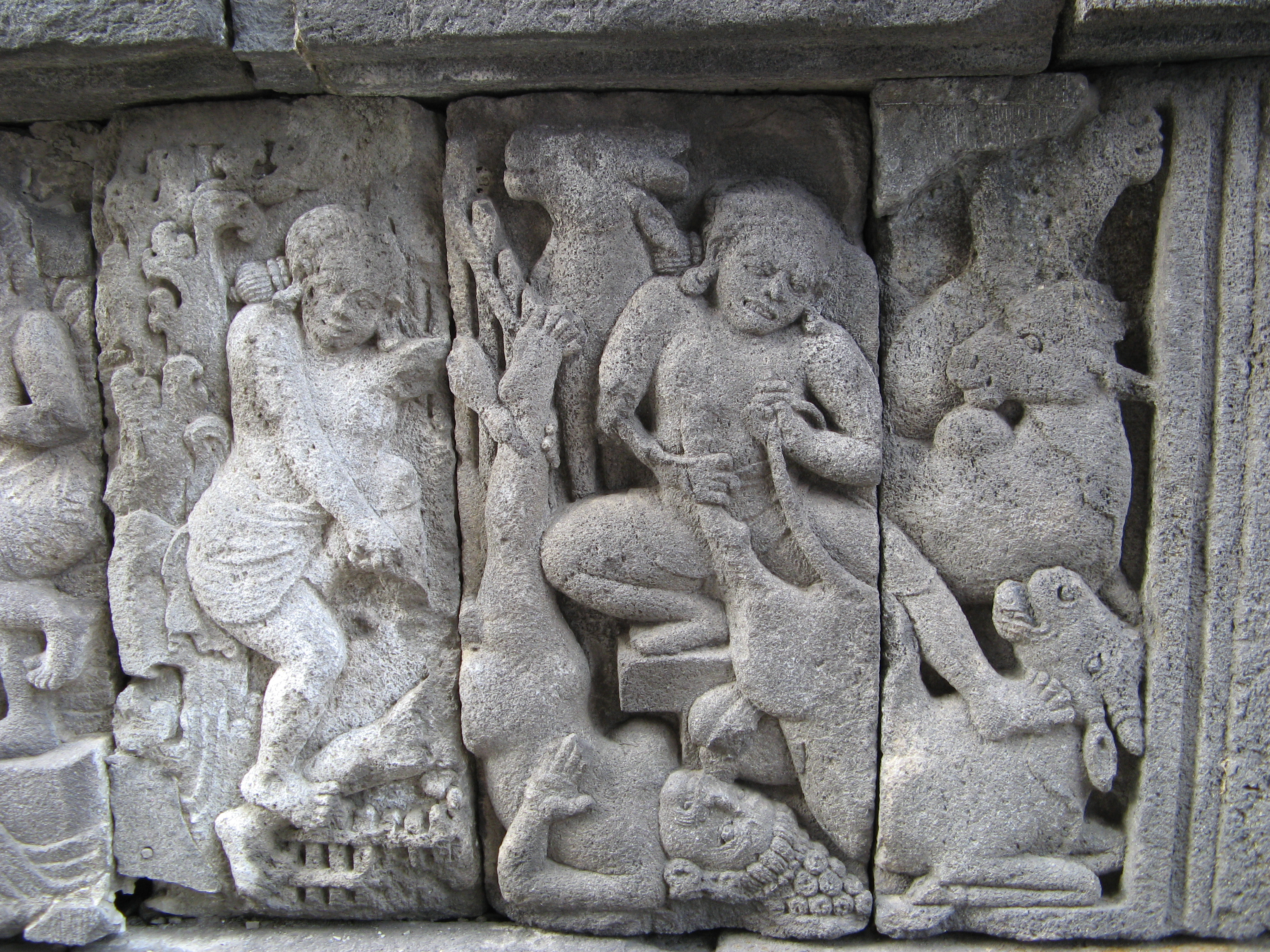
Krishna trencant les cames del seu oncle malvat, Kamsa.